# Ent (Tolkien)
Enten (Engels: Ents) vormen een fictief volk uit de boeken van J.R.R. Tolkien en komen vooral voor in deel II van In de ban van de ring.

## Geschiedenis
Enten zijn een oud ras van 'boomherders' in Midden-aarde. Zij zijn geboren uit de aarde en zo oud als de bergen. Enten lijken veel op bomen. Er zijn dan ook net als veel soorten bomen ook veel soorten Enten. Zij zijn geschapen door Eru Ilúvatar op verzoek van Yavanna. Wanneer Yavanna verneemt dat de kinderen van Aulë, de Dwergen, de gewoonte hebben bomen te kappen, verzoekt ze Ilúvatar om een volk van wezens die de bomen en planten kunnen beschermen tegen Dwergen en andere gevaren.

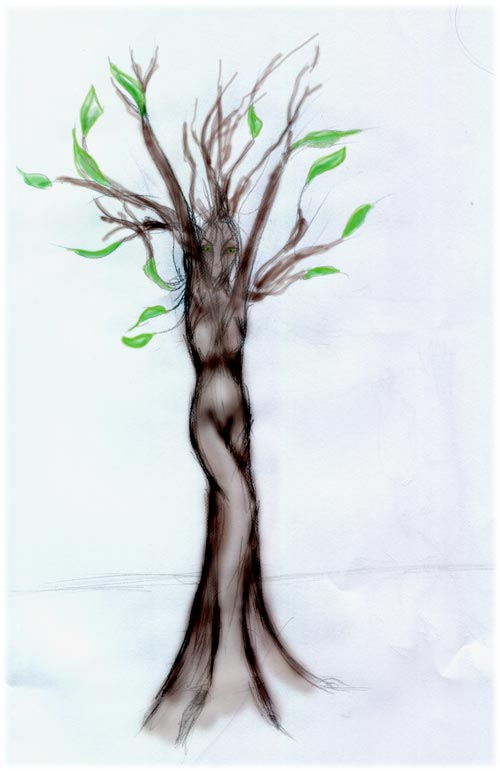
Een Entvrouw

### Entvrouwen
Er zijn ten tijde van de Oorlog om de Ring nog weinig Enten over, omdat er heel lang geleden een geschil is ontstaan tussen de vrouwelijke en de mannelijke Enten. De mannelijke Enten houden erg van bomen, de Entvrouwen (Engels: Entwives) meer van tuinen en bloemen. De Entvrouwen zijn weggetrokken naar de gebieden aan de overzijde van de grote rivier de Anduin, de zogenaamde Bruine Landen. Dit gebied is door Sauron vernietigd en de Entvrouwen zijn spoorloos verdwenen. Zo blijven alleen de mannelijke Enten van Fangorn over. Kinderen van Enten, Entings, zijn er niet meer.

## Leefwijze
Enten hebben een eigen taal, het oud-Ents. Dit klinkt als een lange vloeiende stroom muzikale geluiden en wordt heel langzaam gesproken. Enten kunnen omschreven worden als onthaaste figuren; zij vinden andere wezens erg 'haastig'. Hun levensduur is onbeperkt, hoewel ze wel gedood kunnen worden, maar velen beginnen op hun bomen te lijken en worden nog trager dan ze al zijn. Op het laatst worden ze ook niet meer wakker. Ze wonen in Fangorn en zorgen voor dit woud. Zij houden vreemdelingen weg, onderwijzen, lopen rond, wieden, zorgen voor de bomen of staan er gewoon heel lang onbeweeglijk tussen. Anderzijds zijn er ook nog de Huorns, die vermoedelijk boomachtige Enten zijn. Ze lijken volledig op bomen, maar kunnen wel bewegen. Ook zijn er wakkere bomen, die op Enten gaan lijken. Sommige van deze bomen, zoals de Oude Wilgeman in het Oude Woud hebben een rot hart, waardoor ze uiterst gevaarlijk en boosaardig zijn.
In de Derde Era van Midden-aarde is het woud Fangorn hun verblijfplaats, hoewel de Entachtige Huorns wellicht elders nog voortleven, zoals in het Oude Woud. Ook wordt de indruk gewekt dat er Ent-achtige wezens leven in de landen ten noorden van de Gouw.

## Aanval op Isengard
Fangorn ligt naast Isengard, de toren waar de Tovenaar Saruman in Frodo's tijd een eigen rijk aan het stichten is. Hij voert oorlog tegen Rohan en laat zijn Orks grote delen van Fangorn kappen. De hobbits Merijn en Pepijn weten de Enten zover te krijgen dat ze een (langdurige) vergadering beleggen die ertoe leidt dat zij besluiten dat Merijn en Pepijn geen orks zijn. Later luizen ze de Ent Boombaard erin te zien wat Saruman heeft gedaan met het bos en zo besluit hij toch aan te vallen omdat Saruman te veel macht krijgt en veel bomen heeft omgehakt voor zijn verderfelijke doeleinden. De aanval wordt geleid door Boombaard, de oudste Ent en de eerste Ent die de hobbits ontmoeten. Isengard wordt veroverd en de Orks en Uruk-hai lijden een verpletterende nederlaag door de ontzagwekkende kracht van de Enten. Na de overwinning wordt Saruman in zijn toren Orthanc omsingeld en gevangengehouden. Omdat Boombaard er niet tegen kan om levende wezens op te sluiten laat hij Saruman en diens handlanger Gríma Slangtong gaan. De Ring van Isengard wordt door de Enten in een meer herschapen.
Hoewel de Enten na de Oorlog om de Ring niet meer bedreigd worden met vernietiging en er uitgestrekte gebieden zijn waar ze een bestaan zouden kunnen opbouwen, is er weinig hoop omdat de Entvrouwen voorgoed verdwenen zijn.